# Karina Maruyama
Karina Maruyama (丸山 桂里奈 Maruyama Karina?,  nacido el 26 de marzo de 1983 en Tokio) es una exfutbolista japonesa que jugaba como delantero.
Maruyama jugó 79 veces y marcó 14 goles para la selección femenina de fútbol de Japón entre 2002 y 2014. Maruyama fue elegida para integrar la selección nacional de Japón para los Copa Mundial Femenina de Fútbol de 2003, 2011, Juegos Olímpicos de Verano de 2004, 2008 y 2012.

## Trayectoria

### Clubes
| Club                              | País           | Año         |
| --------------------------------- | -------------- | ----------- |
| TEPCO Mareeze                     | Japón          | 2005 - 2009 |
| Philadelphia Independence         | Estados Unidos | 2010        |
| JEF United Chiba                  | Japón          | 2010 - 2011 |
| Konomiya Speranza Osaka-Takatsuki | Japón          | 2012 - 2016 |

### Selección nacional
| Selección | País  | Año         |
| --------- | ----- | ----------- |
| Absoluta  | Japón | 2002 - 2014 |

## Estadística de equipo nacional
| Selección femenina de fútbol de Japón | Selección femenina de fútbol de Japón | Selección femenina de fútbol de Japón |
| Año                                   | Partidos                              | Goles                                 |
| ------------------------------------- | ------------------------------------- | ------------------------------------- |
| 2002                                  | 5                                     | 0                                     |
| 2003                                  | 12                                    | 6                                     |
| 2004                                  | 11                                    | 3                                     |
| 2005                                  | 3                                     | 0                                     |
| 2006                                  | 9                                     | 1                                     |
| 2007                                  | 1                                     | 0                                     |
| 2008                                  | 17                                    | 3                                     |
| 2009                                  | 2                                     | 0                                     |
| 2010                                  | 0                                     | 0                                     |
| 2011                                  | 8                                     | 1                                     |
| 2012                                  | 5                                     | 0                                     |
| 2013                                  | 4                                     | 0                                     |
| 2014                                  | 2                                     | 0                                     |
| Total                                 | 79                                    | 14                                    |